# Игра для двоих (фильм, 2001)
«Игра для двоих» (англ. Two Can Play That Game) — американская романтическая комедия Марка Брауна 2001 года.
В 2008 году сразу на видео вышло продолжение под названием «В эту игру могут играть трое».

## Сюжет
Шанте Смит живёт в Лос-Анджелесе. Она умная, образованная и уверенная в себе девушка. Шанте работает менеджером по рекламе и на хорошем счету на работе. Кит Фентон, парень с которым она встречается, также хорошо устроенный и успешный человек. В своём кругу среди своих подруг Шанте считается большим специалистом по мужчинам. Она знает все их повадки, уловки и слабости и раздаёт насчёт них советы своим подругам, у каждой из которых есть проблемы в личной жизни.
Однажды Кит сообщает Шанте, что задержится на работе допоздна. Для Шанте это плохой знак, так как она знает, что проблемы у пар начинаются обычно именно с таких слов от мужчин. В этот вечер она идёт с подругами в любимый ресторан и действительно встречает там на танцполе своего Кита с симпатичной девушкой. Шанте подходит к нему, чтобы поздороваться, но не подаёт вида, что как-то этим задета.
На самом же деле в душе Шанте объявляет Киту войну. У неё уже готов 10-дневный план, как наказать и проучить его. Подругам о начавшихся проблемах в личной жизни Шанте не сообщает. Первым делом она игнорирует телефонные звонки Кита, ссылаясь на занятость. Далее во время ужина с Китом в ресторане, когда он начинает оправдываться, Шанте предлагает ему на время расстаться. Теперь она опять игнорирует его звонки. В появившееся же свободное время Шанте посещает церковь, где заодно флиртует с другим мужчиной на глазах у знакомых Кита, чтобы те потом ему это пересказали.
У Кита есть некоторые свои мысли насчёт того, как выкрутиться из этой ситуации. Также у него есть друг Тони, который любит давать ему советы насчёт личной жизни. В один из дней Кит приходит домой к Шанте. Девушка по-прежнему холодна к нему и Кит начинает специально с ней спорить. Шанте, которая всё последнее время вела себя спокойно и достойно, срывается и начинает кричать. Кит считает это своей победой. На 7-й день Шанте сама приходит к Киту якобы отдать какие-то вещи. На самом же деле её задача в этот раз соблазнить его, а затем сбежать.
На 9-й день Шанте вместе со своим начальником идёт на вечеринку по работе. Там она неожиданно встречает Кита, который пришёл туда от своей компании вместе с симпатичной коллегой Конни. Видя, что Кит хорошо проводит время, Шанте решает, что ей срочно нужен симпатичный мужчина. Она протыкает колесо в своей машине, а затем выбирает себе мужчину среди проезжающих мимо и предлагающих помощь. С выбранным мужчиной она проводит оставшееся время на вечеринке. Киту же она невзначай показывает, что у неё есть с собой презерватив.
В конце дня Шанте отпускает своего нового знакомого и отправляется домой. Теперь по её расчётам к ней должен прибежать Кит, но этого не происходит. Шанте в одиночестве отправляется в бар, где в одиночестве проводит время Кит. Пара примиряется.

## В ролях
- Вивика Фокс — Шанте Смит
- Моррис Честнат — Кит Фентон
- Энтони Андерсон — Тони
- Габриэль Юнион — Конни Сполдинг
- Венди Ракель Робинсон — Карен
- Тамала Джонс — Трейси Джонсон
- Браун, Бобби — Майкл
- Мо’Ник — Дидра
- Рэй Уайз — Билл Паркер
- Дондре Уитфилд — Дуэйн
- Марк Кристофер Лоуренс — лгущий мужчина
- Наташья Уильямс — девушка в клубе
- Ла Ла Энтони — диджей
- Эми Хантер — Нита

## Приём
Фильм собрал в прокате $22 млн при бюджете в $13 млн. Фильм получил смешанные отзывы от критиков. На сайте Rotten Tomatoes рейтинг «свежести» фильма составляет 40 %, на Metacritic у фильма 35 баллов из 100.
Энтони Скотт из The New York Times отметил, что фильм продолжает традицию первого фильма Спайка Ли «Ей это нужно позарез» (1986), где были показаны отношения между устроенными в жизни чернокожими людьми. В The A.V. Club отметили, что фильм похож на комедийную адаптацию различных современных правил и руководств для женщин, которые учат их подходить к свиданиям с серьёзной стратегией и относиться к ним как к битве. Отмечалось также, что режиссёр и сценарист фильма
Марк Браун был сценаристом фильма «Как стать игроком» (1997), который имел схожую историю, но показывал мужскую точку зрения на отношения. Кинокритик Роджер Эберт поставил фильму 2,5 звезды из 4.
В 2008 году сразу на видео вышло продолжение под названием «В эту игру могут играть трое».

## Театральная постановка
В 2017 году театральный продюсер и драматург ДжеКариоус Джонсон адаптировал фильм для сцены. Вивика Фокс повторила роль Шанте Смит. Также в постановке сыграли: Коламбус Шорт в роли Кита, Порша Уильямс в роли Конни, Карл Пэйн в роли Тони, а также Гари Дурдан, Ронрико Ли, Брели Эванс и Вивиан Грин.